# Török Endre (irodalomtörténész)
Török Endre (Újpest, 1923. december 23. – Budapest, 2005. április 11.) Széchenyi-díjas irodalomtörténész, russzista, egyetemi tanár.

## Életútja
Újpesti tanító családban született. Középfokú tanulmányait Rákospalotán a Könyves Kálmán Gimnáziumban, majd egy magángimnáziumban folytatta. Érettségi után beiratkozott a budapesti egyetemre (1943/44), ahol magyar nyelv- és irodalmat, olaszt és latin nyelveket tanult. A II. világháború megszakította egyetemi tanulmányait, két év múltán folytathatta tanulmányait. 1951-ben szerzett magyar-történelem szakos középiskolai tanári oklevelet. Tanári pályáját egy újpesti ipari tanuló iskolában kezdte, s dolgozott könyvkiadói lektorként is. 1952-ben aspirantúrára küldték a Szovjetunióba, ekkor tanult meg oroszul. Három évet (1953-55) a Volga melletti Szaratovban élt, ahol száműzött, kiváló irodalomtudósok mellett tanult, Sztálin halála után már változó, szabadabb légkörben.
1955-ben hazaérkezve kinevezték a budapesti Eötvös Loránd Tudományegyetem Bölcsészettudományi Karára az Összehasonlító és Világirodalmi Tanszék egyetemi tanárának, ahol a 19. századi orosz irodalmat tanította (Gogol, Goncsarov, Turgenyev, Dosztojevszkij és Lev Tolsztoj) magyar-, orosz, stb. szakos hallgatóknak. Később a 20. századi európai regényekről, főként Thomas Mann, Albert Camus és Franz Kafka prózájáról is tartott szakszemináriumokat. Sokat tett a tudományos diákköri munka fellendítéséért és a tehetségek kibontakozását is nagyban elősegítette azáltal, hogy a legjobb dolgozatoknak igyekezett kiadást biztosítani.
1958 és 1975 között szerkesztőbizottsági tagja volt az Acta Litteraria c. magyar és világirodalmi tanulmányokat idegen nyelveken közreadó negyedéves periodikának. Emellett szerkesztette a Nagyvilág c. világirodalmi folyóiratot is 1957-72 között, majd a Kortárs c. magyar irodalmi folyóirat szerkesztőbizottságában is dolgozott, egyik főmunkatársa volt az Újhold Évkönyvnek. Ezen folyóiratokban, s még a Filológiai Közlönyben, a Szovjet Irodalomban és a Vigíliában is jelentek meg tudományos közleményei. 1968-tól a Világirodalmi Lexikon egyik főmunkatársa volt. 1992-től a Századvég és az Orosz gondolkodók c. sorozat szerkesztője lett.
Hivatalosan 1985-ben vonult nyugdíjba, de a tanítást csak halála előtt 3 évvel hagyta abba betegsége miatt, tanított régi munkahelyén és eleget tett vidéki egyetemek meghívásainak.
2004. március 15-én Széchenyi-díjjal jutalmazták több tudós generációt felnevelő tudományos-tanári életpályájáért, illetve a Tolsztoj-életmű és az orosz vallásbölcselet kutatása terén elért eredményeiért.

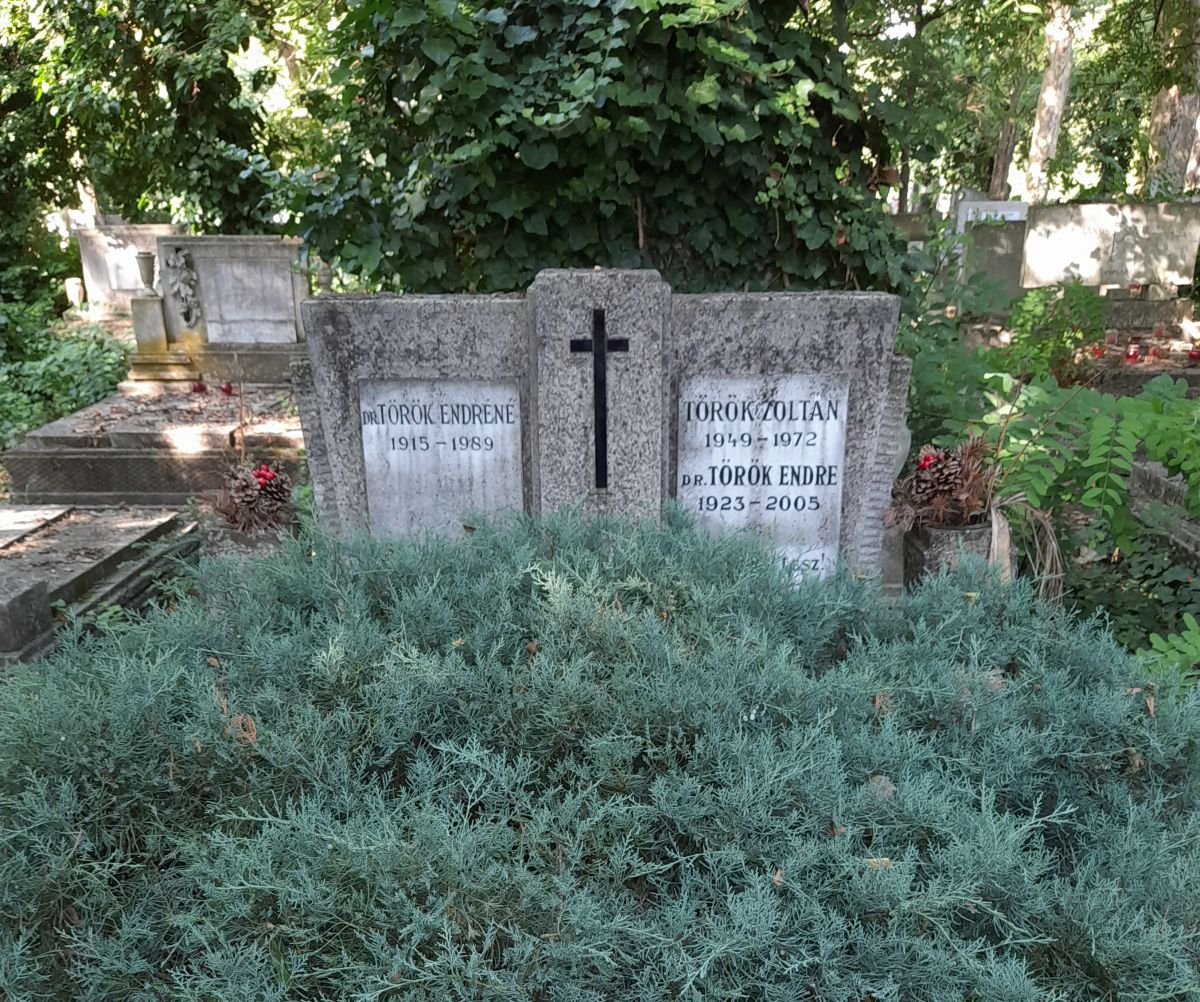
Sírja a Megyeri temetőben (29-IV-0-55-56)

## Kötetei (válogatás)
- Az orosz dráma áttekintése Osztrovszkijtól Gorkijig; Népművelési Intézet, Bp., 1959 (Színjátszó akadémia)
- Orosz irodalom a XIX. században. (Budapest, 1970)
- Lev Tolsztoj : világtudat és regényforma (Budapest, 1979)
- Szemfényvesztések kora; Liget Műhely Alapítvány, Bp., 1993 (Liget könyvek)
- Ki a szabad? : meditáció. (Szentendre, 2000)
- Átragyogás. Az életmű foglalata; vál., szerk. Havasi Ágnes és Reisinger János; Oltalom Alapítvány, Bp., 2008[1]

## Szerkesztéseiből
- Valerij Brjuszov válogatott költeményei; szerk., utószó Török Endre; Magvető, Bp., 1959
- Lev Tolsztoj művei, 1-10.; szerk. biz. Kardos László, Török Endre, Zöldhelyi Zsuzsa; Magyar Helikon, Bp., 1964-1967
- Avvakum Petrovics (protopopa): Avvakum protopópa önéletírása / Jepifanyij szerzetes önéletírása; ford., jegyz. Juhász József, utószó: Török Endre; Magyar Helikon, Bp., 1971
- 100 híres regény; szerk. Török Endre, Mihályi Gábor, Walkó György; 2. átdolg. kiad.; Táncsics, Bp., 1971
- Beszélgetések Pilinszky Jánossal; vál., szerk. Török Endre; Magvető, Bp., 1983
- Hamvas Béla (1897-1968): Scientia Sacra z őskori emberiség szellemi hagyománya; utószó Török Endre, életrajz, bibliogr. Dúl Antal; Magvető, Bp., 1988
- Az orosz vallásbölcselet virágkora. Tolsztojtól Bergyajevig, 1-2.; vál., bev. Török Endre, ford. Baán István; Vigilia, Bp., 1988 (Vigilia)
- Lev Tolsztoj: Napló; ford. Gellért György, Kozma András, szerk. Török Endre; Osiris, Bp., 1996